# Jonathan Beck
Jonathan-Elias Beck (* 6. März 1991 in München) ist ein deutscher Schauspieler.

## Leben
Jonathan Beck ist der Sohn des Schauspielers Rufus Beck, der Bruder der Schauspielerin Sarah Beck und der Stiefbruder der Schauspielerin Natalie Spinell. Er hat unter anderem in der zweiteiligen Kino-Komödie Freche Mädchen mitgespielt. Beck wirkte als Schauspieler vor der Kamera bisher in über 50 Film-und-Fernsehproduktionen mit und ist zudem als Bühnendarsteller an verschiedenen Theaterhäusern aktiv. Nebenbei ist er auch als Synchronsprecher tätig.
Er ist seit 2011 mit seiner Schauspielkollegin Isabell Stern liiert und hat mit ihr einen gemeinsamen Sohn (* 2017). Die Familie lebt in München.

## Filmografie
- 1992: Wenn du mich fragst Papa
- 1996: Das Superweib
- 1998: Ich sehe, was du nicht siehst (Kurzfilm)
- 1999: Verschwinde von hier
- 1999: Am Anfang war der Seitensprung
- 2000: München – Geheimnisse einer Stadt
- 2000: Schlosshotel Orth (Fernsehserie, Folge: Scheiden tut weh)
- 2000: Mutter wider Willen
- 2001: Clowns
- 2001–2008: Siska (Fernsehserie, 3 Folgen, verschiedene Rollen)
- 2001: Am Anfang war die Eifersucht
- 2006: Der Kranichmann
- 2003: Die Wilden Kerle
- 2004: Inga Lindström – Wind über den Schären
- 2004: Der Wunschbaum
- 2004–2018: SOKO München (Fernsehserie, 4 Folgen, verschiedene Rollen)
- 2006: Spezialauftrag: Kindermädchen
- 2007: Die andere Hälfte des Glücks
- 2007: Unter Verdacht – Hase und Igel (Fernsehreihe)
- 2007: Der Staatsanwalt: Glückskinder (Fernsehreihe)
- 2007: Geküsst (Kurzfilm)
- 2008: Little Jerk (Kurzfilm)
- 2008: Der Froschkönig (ARD-Märchenfilmreihe Sechs auf einen Streich)
- 2008: Tatort – Häschen in der Grube (Fernsehreihe)
- 2008: Freche Mädchen
- 2009: Darüber Hinaus
- 2009: Summertime Blues
- 2010: Freche Mädchen 2
- 2010–2024: SOKO Wien (Fernsehserie, 2 Folgen, verschiedene Rollen)
- 2010–2019: Die Bergretter (Fernsehserie, 2 Folgen, verschiedene Rollen)
- 2011: SOKO Köln (Fernsehserie, Folge: Näher mein Gott zu dir)
- 2011: Heiter bis tödlich: Henker & Richter (Fernsehserie, Folge: Durch die Blume)
- 2012: Notruf Hafenkante – Ein letzter Kuss
- 2012: Lärmende Stille
- 2013: Der Alte (Fernsehserie, Folge: Zwischen Leben und Tod)
- 2013: Familie inklusive
- 2014: Meine Frau, ihr Traummann und ich
- 2015: Why
- 2015: Urban Divas
- 2016: Weißblaue Geschichten (Fernsehserie, 1 Folge)
- 2016–2018: Familie Dr. Kleist (Fernsehserie, 9 Folgen)
- 2017: Rote Rosen (Fernsehserie, 62 Folgen)
- 2017: Der perfekte Mord
- 2017: In aller Freundschaft – Die jungen Ärzte (Fernsehserie, Folge: Dein eigenes Leben)
- 2017: Einmal bitte alles
- 2018–2024: Hubert und Staller (Fernsehserie, 2 Folgen, verschiedene Rollen)
- 2018: Servus Baby (Fernsehserie, 1 Folge)
- 2018: Rosamunde Pilcher – Nanny verzweifelt gesucht
- 2019: Song für Mia
- 2019: Die Toten von Salzburg – Mordwasser (Fernsehreihe)
- 2019–2021: Tierärztin Dr. Mertens (Fernsehserie, 15 Folgen)
- 2019: Der letzte Bulle (Film)
- seit 2019: Tierduell (Fernsehserie)
- 2020: Über Land – Kleine Fälle
- 2022: Zurück aufs Eis
- 2025: Die Chefin (Fernsehserie, Folge: Das Leben danach)

## Hörbücher (Auswahl)
- 2003: Moby Dick
- 2008: Die Stadt der fliegenden Teekannen
- 2000–2013: Harry Potter

## Theaterengagements (Auswahl)
- 2001: Harry Potter Lesung – Prinzregententheater München
- 2006: Corine Buchpreisverleihung – Laudator und Spielszene
- 2012: Tabaluga Tour – Die Zeichen der Zeit
- 2014–2016: „Zorn“, Hamburger Kammerspiele
- 2016: Tabaluga Tour – Es lebe die Freundschaft
- 2017: Walter Moers Lesung, Theater Lüneburg
- 2018–2019: Willkommen bei den Hartmanns, Schillertheater – Komödie Berlin
- 2019–2020: Willkommen bei den Hartmanns, Komödie Winterhuder Fährhaus, Hamburg